# فرودگاه شهرستان مونته‌ویدئو–چیپوا
فرودگاه مونته ویدئو-چیپوا کانتی (به انگلیسی: Montevideo-Chippewa County Airport) یک فرودگاه با کد یاتا MVE است . این فرودگاه در کشور ایالات متحده آمریکا قرار دارد .